# Prioma
Prioma (niem. Priom) – wieś w Polsce położona w województwie warmińsko-mazurskim, w powiecie działdowskim, w gminie Płośnica. Wieś leży na trasie kolejowej Działdowo-Chojnice między Działdowem a Lidzbarkiem. W latach 1975–1998 miejscowość administracyjnie należała do województwa ciechanowskiego.
Nazwa Priom jest pochodzenia starosłowiańskiego i oznacza miejsce, gdzie pobierano opłaty (myto czy rogatkowe).

## Historia
W dokumentach wieś wymieniana po raz pierwszy w 1437 r. i należała wówczas do Działdowa. Możliwe, że pobierano tam opłaty przy wjeździe do miasta. W 1494 r. wieś wraz z sołectwem została sprzedana niejakiemu Stankowi.